# Margarita Beaufort
Margarita Beaufort (31 de mayo de 1443 - 29 de junio de 1509) fue la madre del rey Enrique VII de Inglaterra y abuela paterna del rey Enrique VIII de Inglaterra. Miembro y apasionada defensora de la casa de Lancaster, se convirtió en una figura clave de la Guerra de las Dos Rosas y en influyente matriarca de la casa de Tudor. Fundó dos colleges de Cambridge.

## Infancia

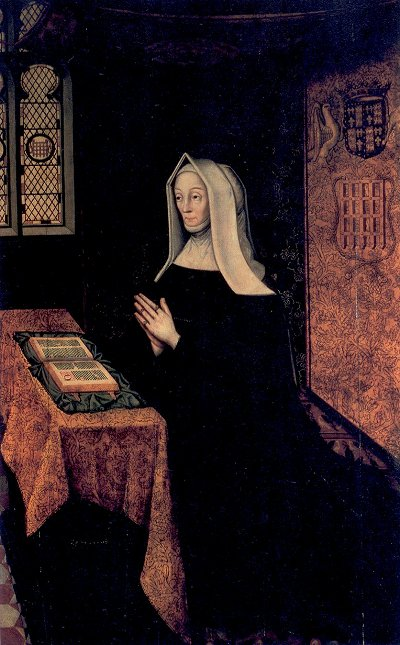
Margarita Beaufort en oración, 1598.

Margarita nació en el Castillo de Bletsoe, Bedfordshire, el 31 de mayo de 1443 o de 1441. El día y el mes se conocen con seguridad, pues en cierto momento solicitó de la Abadía de Westminster la celebración de su aniversario el 31 de mayo. El año de su nacimiento es incierto. Según William Dugdale, historiador del siglo XVII, podría haber nacido en 1441, a juzgar por los interrogatorios realizados a la muerte del padre de Margarita. La tesis de Dugdale tiene muchos seguidores, pero resulta más probable que naciera en 1443, ya que en mayo de ese año el padre de Margarita concertó con el rey la tutela de su hijo no nacido en caso de que él muriese en la guerra.
Margarita fue la única hija legítima de Juan Beaufort, duque de Somerset y conde de Kendal, y de Margarita de Beauchamp, heredera de la baronía de Bletsoe. El padre de Margarita era bisnieto del rey Eduardo III a través de su tercer hijo superviviente, Juan de Gante, duque de Lancaster. Cuando Margarita nació, su padre se preparaba para marchar a Francia a la cabeza de una importante expedición militar en apoyo del rey Enrique VI de Inglaterra. En caso de fallecer en esta campaña, Somerset había acordado con el rey que la tutela y la decisión sobre el matrimonio de Margarita recayeran exclusivamente en su esposa. No obstante, Somerset se enemistó con el rey tras su regreso de Francia, fue desterrado de la corte y estuvo a punto de ser acusado de traición. Murió poco después, se cree que debido a una enfermedad, según Thomas Basin, pero en la crónica de Croyland se afirma que su muerte se debió a un suicidio. Margarita, su única hija, heredó toda su fortuna.
Cuando Margarita tenía un año, el rey rompió el acuerdo con su padre y puso a la niña bajo tutela de Guillermo de la Pole, I duque de Suffolk, aunque Margarita siguió viviendo con su madre. La madre de Margarita estaba embarazada cuando enviudó, pero el bebé no sobrevivió y Margarita quedó como única heredera. Margarita fue la única descendiente legítima de Juan Beaufort, aunque tenía dos medio hermanos y tres medio hermanas del primer matrimonio de su madre, a quienes mantuvo tras la ascensión al trono de su hijo.

## Matrimonios

### Primer matrimonio
Margarita se casó con el hijo de Suffolk, Juan de la Pole, II duque de Suffolk. La boda podría haberse celebrado entre el 28 de enero y el 7 de febrero de 1444, cuando ella tenía entre uno y tres años, aunque hay estudios que sugieren que se casaron en enero de 1450, tras la detención de Suffolk, que habría intentado así asegurar el futuro de su hijo. El 18 de agosto de 1450 se concedió una dispensa papal, necesaria porque los esposos tenían estrechos lazos de sangre, lo que coincide con la segunda fecha de la boda. Tres años después, el matrimonio se disolvió y Margarita quedó bajo la tutela de los medio hermanos del rey Enrique VI, Jasper y Edmundo Tudor. Margarita nunca reconoció este matrimonio: en su testamento, otorgado en 1472, Margarita se refiere a Edmundo Tudor como su primer marido. Según el derecho canónico, el contrato matrimonial no era vinculante para Margarita, ya que se había desposado antes de los doce años.

### Segundo matrimonio
Incluso antes de la anulación de su primer matrimonio, Enrique VI había decidido casar a Margarita con su hermano materno Edmundo Tudor, I conde de Richmond. Edmundo era el hijo mayor de Catalina de Valois, madre del rey, y de Owen Tudor.
Margarita tenía 12 años cuando se casó con Edmundo Tudor, de 24 años de edad, el 1 de noviembre de 1455, poco después de que estallara la Guerra de las Dos Rosas. Edmundo, partidario de los Lancaster, fue hecho prisionero por las fuerzas de York unos meses después. Murió de peste en noviembre de 1456, mientas se encontraba cautivo en Carmarthen, dejando a Margarita viuda a los 13 años de edad y embarazada de siete meses.
Margarita fue acogida por su cuñado Jasper Tudor en el Castillo de Pembroke, donde el 28 de enero de 1457 dio a luz a su único hijo, Enrique Tudor, el futuro Enrique VII de Inglaterra. El parto fue particularmente difícil, y tanto Margarita como el bebé estuvieron a punto de morir debido a la juventud de la madre y su menuda constitución. Este difícil parto la incapacitó para volver a concebir.
Margarita y su hijo permanecieron en Pembroke hasta el triunfo de la casa de York en 1461; entonces el condado de Pembroke y su tutela pasaron a manos de William Herbert.  A partir de los dos años, Enrique vivió con la familia de su padre en Gales, y a los catorce años se exilió en Francia. Durante este periodo, la relación entre madre e hijo se mantuvo por correo salvo algunas visitas.
La condesa siempre se mostró muy respetuosa con la memoria de Edmundo. En 1472, dieciséis años después de la muerte de este, Margarita especificó en su testamento que deseaba ser enterrada junto a él, a pesar de haber disfrutado de una larga, estable y estrecha relación con su tercer marido, fallecido en 1471.

### Tercer matrimonio
El 3 de enero de 1458, Margarita se casó con Henry Stafford (1425-1471), hijo de  Stafford, I duque de Buckingham. Margarita y Enrique eran primos segundos, por lo que se solicitó una dispensa papal, concedida el 6 de abril de 1457. La condesa disfrutó de un largo y armonioso matrimonio con Stafford. Buckingham entregó tierras por valor de 400 marcos a los esposos, aunque la principal fuente de ingresos de la pareja fueron las propiedades de Margarita. El matrimonio no tuvo hijos.
Margarita enviudó de nuevo en 1471.

### Cuarto matrimonio
En junio de 1472, Margarita se casó con Thomas Stanley, Lord Alto Condestable y Rey de Mann. Esta boda fue un matrimonio de conveniencia, y estudios recientes sugieren que Margarita nunca se consideró miembro de la familia Stanley.
El matrimonio de Margarita con Stanley le permitió volver a la corte del rey Eduardo IV y su esposa Isabel, que la distinguió nombrándola madrina de una de sus hijas.
Tras la muerte de Eduardo IV y la ascensión al trono de Ricardo III, Margarita volvió a la corte de la nueva reina, Ana Neville, a la que sirvió como dama de honor en su coronación. Sin embargo, Ricardo III aprobó una ley parlamentaria que despojaba a Margarita de todos sus títulos y propiedades, aunque no completamente, ya que traspasó las posesiones a su marido.
Mientras servía a los nuevos reyes, Margarita conspiraba con la reina viuda, Isabel Woodville, y es muy probable su participación en la rebelión de Buckingham. Como los hijos de la reina Isabel, los Príncipes de la Torre, habían sido presuntamente asesinados, se acordó el compromiso del hijo de Margarita, Enrique Tudor, con Isabel de York, hija mayor de Isabel y Eduardo IV, creando así una alianza matrimonial que podía contar con el apoyo tanto de los partidarios de York como de Lancaster.
Aunque había luchado en las filas de Ricardo III durante la rebelión de Buckingham, el marido de Margarita no quiso intervenir en la batalla de Bosworth en 1485, a pesar de que el rey tenía como rehén a su hijo mayor, George Stanley (barón Strange). Después de la batalla, fue Stanley quien colocó la corona sobre la cabeza de su hijastro Enrique VII, quien más tarde lo nombró conde de Derby. A partir de entonces, Margarita se convirtió en condesa de Richmond y Derby.
En cierto momento de su matrimonio, la condesa decidió vivir sola. En 1499, con permiso de su marido, hizo voto de castidad en presencia de Richard Fitz James, obispo de Londres. Este tipo de votos eran inusuales durante el matrimonio, aunque existían precedentes. La condesa se separó de Stanley y se retiró a Collyweston, aunque recibía frecuentes visitas de su marido, que tenía habitaciones propias en la casa. Margarita renovó sus votos en 1504.

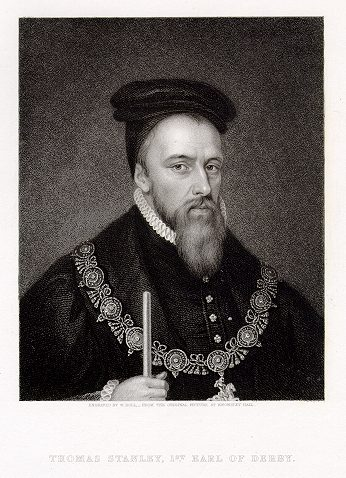
Thomas Stanley, I Conde de Derby.

## Madre del rey

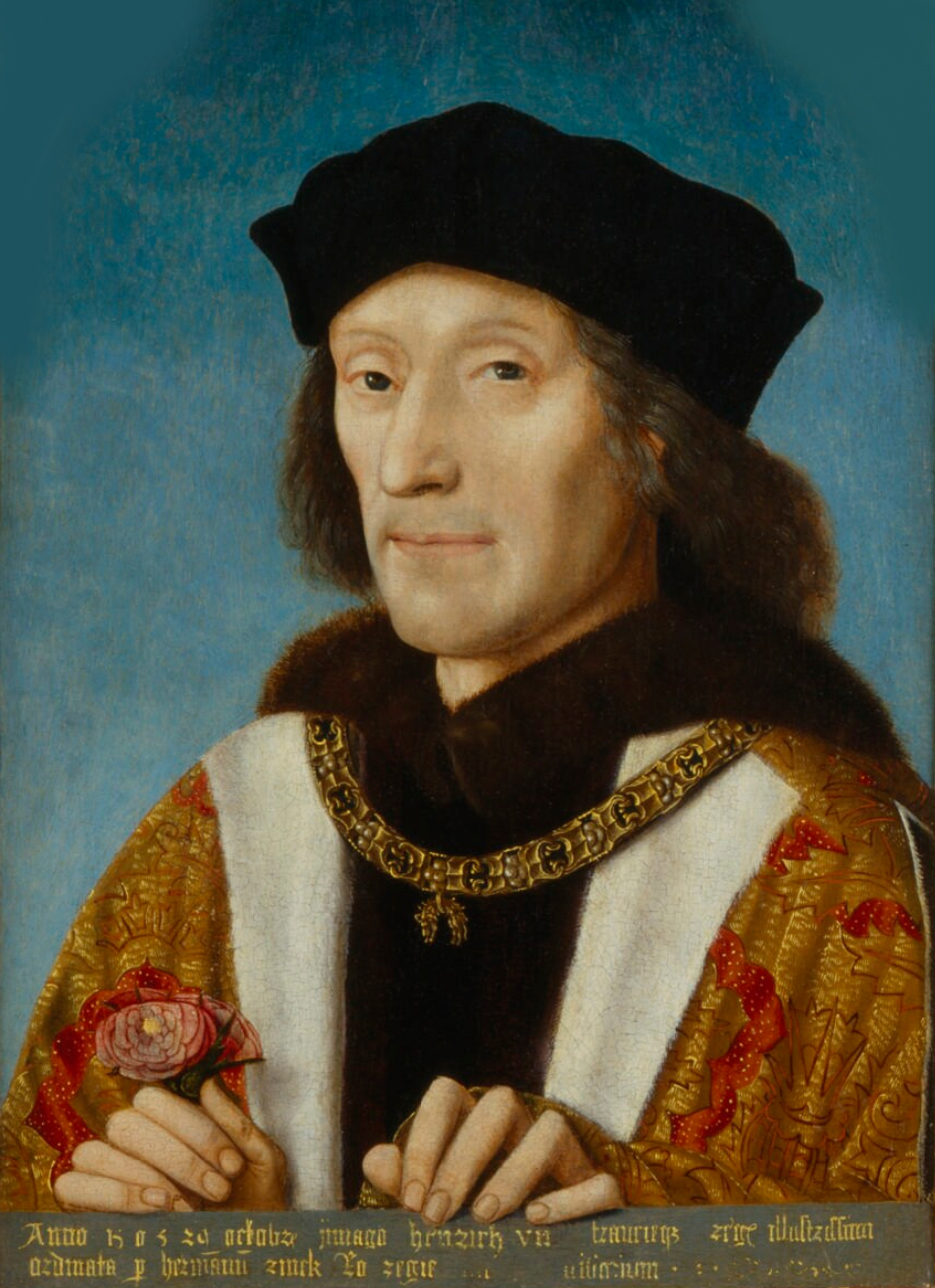
Enrique VII, hijo de Margarita.

Después de que su hijo consiguiera la corona en la batalla de Bosworth, Margarita elevó su estatus sin llegar a tener derecho al título de Reina Madre, al no ser una reina viuda. El primer parlamento de su hijo reconoció su derecho a poseer bienes con independencia de su marido, como si fuera soltera y como tal, disfrutó de una independencia jurídica y social muy superior a la habitual entre las mujeres casadas (sujetas a la doctrina legal de la «cobertura»). Hacia el final del reinado de su hijo, obtuvo una comisión especial para administrar justicia en el norte de Inglaterra.
Como había acordado su madre, Enrique se casó con Isabel de York. La condesa se mostró reacia a aceptar un estatus inferior al de la reina viuda Isabel Woodville o incluso al de su nuera, la reina. Llevaba ropas tan lujosas como la reina y caminaba solo medio paso detrás de ella. Amy Licence, biógrafa de Isabel, afirma que este «habría sido el correcto protocolo cortesano», y añade que «solo una persona conocía los auténticos sentimientos de Isabel hacia Margarita y no lo escribió jamás» A pesar de todo, Margarita debía cumplir las órdenes de Isabel, de rango superior al suyo ya que era princesa por derecho propio y reina por matrimonio.
Margarita firmó durante años como «M. Richmond», pero en 1499 cambió su firma a «Margaret R.», probablemente para subrayar su autoridad real (la R podría significar Regina o Richmond). Además, incluyó en la firma la corona Tudor y la leyenda et mater Henrici septimi regis Angliae et Hiberniae («y madre de Enrique VII, rey de Inglaterra e Irlanda»).
Muchos historiadores creen que el hecho de que la reina viuda Isabel Woodville abandonara la corte en 1487 se debió en parte las maniobras de la influyente madre de Enrique, aunque no existen pruebas irrefutables. La condesa era una mujer culta y piadosa y su hijo sentía una fuerte inclinación por ella. Enrique murió el 21 de abril de 1509, habiendo designado regente y albacea de su testamento a Margarita, que también se encargó de organizar el funeral de su hijo y la coronación de su nieto. En el funeral del rey, Margarita precedió al resto de mujeres de la familia real.
Su cuarto y último esposo, el conde de Derby, murió el 29 de julio de 1504.

## Fallecimiento
La condesa murió en la residencia del deán de la Abadía de Westminster el 29 de junio de 1509, a los 66 años, dos meses después de la muerte de su hijo y un día después de que su nieto cumpliera los 18 años. Está enterrada en la Capilla de Enrique VII de la abadía, en una tumba de mármol negro rematada por una efigie de bronce dorado con dosel, actualmente situada entre la tumba de Guillermo III y María II y el monumento funerario de María I de Escocia.

## Legado
En 1497 anunció su intención de construir una escuela pública gratuita en Wimborne Minster (Dorset), para lo que legó una cantidad en su testamento.
Fisher influyó para que Margarita fundara las Universidades de San Juan y Cristo;"También fundó dos cátedras más de divinidad tanto en Oxford como Cambridge. En 1502 fundó la cátedra Lady Margaret de Teología de la universidad de Cambridge, donde Fisher se convirtió en 1503 en el primer rector de la cátedra de teología Lady Margarita en Cambridge.
En 1505 amplió la facultad God's House de Cambridge, rebautizándola como Christ's College con cédula real, por lo que se la considera fundadora de este college. En 1511 se fundó el Saint John's College de Cambridge, con el legado de las tierras que Margarita poseía cerca de Great Bradley (Suffolk). Su retrato cuelga en la sala principal de ambos colegios, que también muestran su blasón y lema en los escudos respectivos. La Sociedad Lady Margaret, el Club Beaufort del Christ's College y el Club de Remo Lady Margaret llevan su nombre.
Lady Margaret Hall, la primera residencia femenina de la Universidad de Oxford, también fue bautizada en su honor.

## Ascendencia de Margarita Beaufort
| \| \| \| \| \| \| \| \| \| \| \| \| \| \| \| \| \| \| \| \| 16. Eduardo III de Inglaterra \| \| \| \| \| \| \| \| \| \| \| \| \| \| \| \| \| \| \| \| \| \| \| \| \| \| \| \| \| \| \| \| \| \| \| \| \| \| \| \| \| \| \| \| \| \| \| \| \| \| \| \| \| \| 8. Juan de Gante, duque de Lancaster \| \| \| \| \| \| \| \| \| \| \| \| \| \| \| \| \| \| \| \| \| \| \| \| \| \| \| \| \| \| \| \| \| \| \| \| \| \| \| \| \| \| \| \| \| \| \| \| \| \| \| \| \| \| 17. Felipa de Henao \| \| \| \| \| \| \| \| \| \| \| \| \| \| \| \| \| \| \| \| \| \| \| \| \| \| \| \| \| \| \| \| \| \| \| \| \| \| \| \| \| \| \| \| \| \| \| \| \| \| \| \| \| \| 4. Juan Beaufort, I conde de Somerset \| \| \| \| \| \| \| \| \| \| \| \| \| \| \| \| \| \| \| \| \| \| \| \| \| \| \| \| \| \| \| \| \| \| \| \| \| \| \| \| \| \| \| \| \| \| \| \| \| \| \| \| \| \| 18. Paon de Roet \| \| \| \| \| \| \| \| \| \| \| \| \| \| \| \| \| \| \| \| \| \| \| \| \| \| \| \| \| \| \| \| \| \| \| \| \| \| \| \| \| \| \| \| \| \| \| \| \| \| \| \| \| \| 9. Katherine Swynford \| \| \| \| \| \| \| \| \| \| \| \| \| \| \| \| \| \| \| \| \| \| \| \| \| \| \| \| \| \| \| \| \| \| \| \| \| \| \| \| \| \| \| \| \| \| \| \| \| \| \| \| \| \| 2. Juan Beaufort \| \| \| \| \| \| \| \| \| \| \| \| \| \| \| \| \| \| \| \| \| \| \| \| \| \| \| \| \| \| \| \| \| \| \| \| \| \| \| \| \| \| \| \| \| \| \| \| \| \| \| \| \| \| 20. Thomas Holland, I conde de Kent \| \| \| \| \| \| \| \| \| \| \| \| \| \| \| \| \| \| \| \| \| \| \| \| \| \| \| \| \| \| \| \| \| \| \| \| \| \| \| \| \| \| \| \| \| \| \| \| \| \| \| \| \| \| 10. Thomas Holland, II conde de Kent \| \| \| \| \| \| \| \| \| \| \| \| \| \| \| \| \| \| \| \| \| \| \| \| \| \| \| \| \| \| \| \| \| \| \| \| \| \| \| \| \| \| \| \| \| \| \| \| \| \| \| \| \| \| 21. Juana Plantagenet, IV condesa de Kent \| \| \| \| \| \| \| \| \| \| \| \| \| \| \| \| \| \| \| \| \| \| \| \| \| \| \| \| \| \| \| \| \| \| \| \| \| \| \| \| \| \| \| \| \| \| \| \| \| \| \| \| \| \| 5. Margaret Holland \| \| \| \| \| \| \| \| \| \| \| \| \| \| \| \| \| \| \| \| \| \| \| \| \| \| \| \| \| \| \| \| \| \| \| \| \| \| \| \| \| \| \| \| \| \| \| \| \| \| \| \| \| \| 22. Richard FitzAlan, X conde de Arundel \| \| \| \| \| \| \| \| \| \| \| \| \| \| \| \| \| \| \| \| \| \| \| \| \| \| \| \| \| \| \| \| \| \| \| \| \| \| \| \| \| \| \| \| \| \| \| \| \| \| \| \| \| \| 11. Alice FitzAlan \| \| \| \| \| \| \| \| \| \| \| \| \| \| \| \| \| \| \| \| \| \| \| \| \| \| \| \| \| \| \| \| \| \| \| \| \| \| \| \| \| \| \| \| \| \| \| \| \| \| \| \| \| \| 23. Leonor Plantagenet \| \| \| \| \| \| \| \| \| \| \| \| \| \| \| \| \| \| \| \| \| \| \| \| \| \| \| \| \| \| \| \| \| \| \| \| \| \| \| \| \| \| \| \| \| \| \| \| \| \| \| \| \| \| 1.Lady Margaret Beaufort \| \| \| \| \| \| \| \| \| \| \| \| \| \| \| \| \| \| \| \| \| \| \| \| \| \| \| \| \| \| \| \| \| \| \| \| \| \| \| \| \| \| \| \| \| \| \| \| \| \| \| \| \| \| 12. Sir Roger Beauchamp \| \| \| \| \| \| \| \| \| \| \| \| \| \| \| \| \| \| \| \| \| \| \| \| \| \| \| \| \| \| \| \| \| \| \| \| \| \| \| \| \| \| \| \| \| \| \| \| \| \| \| \| \| \| 6. John, barón Beauchamp Bletso \| \| \| \| \| \| \| \| \| \| \| \| \| \| \| \| \| \| \| \| \| \| \| \| \| \| \| \| \| \| \| \| \| \| \| \| \| \| \| \| \| \| \| \| \| \| \| \| \| \| \| \| \| \| 13. María Beauchamp \| \| \| \| \| \| \| \| \| \| \| \| \| \| \| \| \| \| \| \| \| \| \| \| \| \| \| \| \| \| \| \| \| \| \| \| \| \| \| \| \| \| \| \| \| \| \| \| \| \| \| \| \| \| 3. Margarita Beauchamp de Bletso \| \| \| \| \| \| \| \| \| \| \| \| \| \| \| \| \| \| \| \| \| \| \| \| \| \| \| \| \| \| \| \| \| \| \| \| \| \| \| \| \| \| \| \| \| \| \| \| \| \| \| \| \| \| 14. Sir John Stourton \| \| \| \| \| \| \| \| \| \| \| \| \| \| \| \| \| \| \| \| \| \| \| \| \| \| \| \| \| \| \| \| \| \| \| \| \| \| \| \| \| \| \| \| \| \| \| \| \| \| \| \| \| \| 7. Edith Stourton \| \| \| \| \| \| \| \| \| \| \| \| \| \| \| \| \| \| \| \| \| \| \| \| \| \| \| \| \| \| \| \| \| \| \| \| \| \| \| \| \| \| \| \| \| \| \| \| \| \| \| \| \| \| 15. Jane Basset \| \| \| \| \| \| \| \| \| \| \| \| \| \| \| \| \| \| \| \| \| \| \| \| \| \| \| \| \| \| \| \| \| \| \| \| \| \| \| \| \| \| \| \| \| \| \| \| \| \| \| \| |                                           |  |  |  |  |  |  |  |  |  |  |  |  |  |  |  |
| |                                           |  |  |  |  |  |  |  |  |  |  |  |  |  |  |  |
| | 16. Eduardo III de Inglaterra             |  |  |  |  |  |  |  |  |  |  |  |  |  |  |  |
| |                                           |  |  |  |  |  |  |  |  |  |  |  |  |  |  |  |
| |                                           |  |  |  |  |  |  |  |  |  |  |  |  |  |  |  |
| | 8. Juan de Gante, duque de Lancaster      |  |  |  |  |  |  |  |  |  |  |  |  |  |  |  |
| |                                           |  |  |  |  |  |  |  |  |  |  |  |  |  |  |  |
| |                                           |  |  |  |  |  |  |  |  |  |  |  |  |  |  |  |
| | 17. Felipa de Henao                       |  |  |  |  |  |  |  |  |  |  |  |  |  |  |  |
| |                                           |  |  |  |  |  |  |  |  |  |  |  |  |  |  |  |
| |                                           |  |  |  |  |  |  |  |  |  |  |  |  |  |  |  |
| | 4. Juan Beaufort, I conde de Somerset     |  |  |  |  |  |  |  |  |  |  |  |  |  |  |  |
| |                                           |  |  |  |  |  |  |  |  |  |  |  |  |  |  |  |
| |                                           |  |  |  |  |  |  |  |  |  |  |  |  |  |  |  |
| | 18. Paon de Roet                          |  |  |  |  |  |  |  |  |  |  |  |  |  |  |  |
| |                                           |  |  |  |  |  |  |  |  |  |  |  |  |  |  |  |
| |                                           |  |  |  |  |  |  |  |  |  |  |  |  |  |  |  |
| | 9. Katherine Swynford                     |  |  |  |  |  |  |  |  |  |  |  |  |  |  |  |
| |                                           |  |  |  |  |  |  |  |  |  |  |  |  |  |  |  |
| |                                           |  |  |  |  |  |  |  |  |  |  |  |  |  |  |  |
| | 2. Juan Beaufort                          |  |  |  |  |  |  |  |  |  |  |  |  |  |  |  |
| |                                           |  |  |  |  |  |  |  |  |  |  |  |  |  |  |  |
| |                                           |  |  |  |  |  |  |  |  |  |  |  |  |  |  |  |
| | 20. Thomas Holland, I conde de Kent       |  |  |  |  |  |  |  |  |  |  |  |  |  |  |  |
| |                                           |  |  |  |  |  |  |  |  |  |  |  |  |  |  |  |
| |                                           |  |  |  |  |  |  |  |  |  |  |  |  |  |  |  |
| | 10. Thomas Holland, II conde de Kent      |  |  |  |  |  |  |  |  |  |  |  |  |  |  |  |
| |                                           |  |  |  |  |  |  |  |  |  |  |  |  |  |  |  |
| |                                           |  |  |  |  |  |  |  |  |  |  |  |  |  |  |  |
| | 21. Juana Plantagenet, IV condesa de Kent |  |  |  |  |  |  |  |  |  |  |  |  |  |  |  |
| |                                           |  |  |  |  |  |  |  |  |  |  |  |  |  |  |  |
| |                                           |  |  |  |  |  |  |  |  |  |  |  |  |  |  |  |
| | 5. Margaret Holland                       |  |  |  |  |  |  |  |  |  |  |  |  |  |  |  |
| |                                           |  |  |  |  |  |  |  |  |  |  |  |  |  |  |  |
| |                                           |  |  |  |  |  |  |  |  |  |  |  |  |  |  |  |
| | 22. Richard FitzAlan, X conde de Arundel  |  |  |  |  |  |  |  |  |  |  |  |  |  |  |  |
| |                                           |  |  |  |  |  |  |  |  |  |  |  |  |  |  |  |
| |                                           |  |  |  |  |  |  |  |  |  |  |  |  |  |  |  |
| | 11. Alice FitzAlan                        |  |  |  |  |  |  |  |  |  |  |  |  |  |  |  |
| |                                           |  |  |  |  |  |  |  |  |  |  |  |  |  |  |  |
| |                                           |  |  |  |  |  |  |  |  |  |  |  |  |  |  |  |
| | 23. Leonor Plantagenet                    |  |  |  |  |  |  |  |  |  |  |  |  |  |  |  |
| |                                           |  |  |  |  |  |  |  |  |  |  |  |  |  |  |  |
| |                                           |  |  |  |  |  |  |  |  |  |  |  |  |  |  |  |
| | 1.Lady Margaret Beaufort                  |  |  |  |  |  |  |  |  |  |  |  |  |  |  |  |
| |                                           |  |  |  |  |  |  |  |  |  |  |  |  |  |  |  |
| |                                           |  |  |  |  |  |  |  |  |  |  |  |  |  |  |  |
| | 12. Sir Roger Beauchamp                   |  |  |  |  |  |  |  |  |  |  |  |  |  |  |  |
| |                                           |  |  |  |  |  |  |  |  |  |  |  |  |  |  |  |
| |                                           |  |  |  |  |  |  |  |  |  |  |  |  |  |  |  |
| | 6. John, barón Beauchamp Bletso           |  |  |  |  |  |  |  |  |  |  |  |  |  |  |  |
| |                                           |  |  |  |  |  |  |  |  |  |  |  |  |  |  |  |
| |                                           |  |  |  |  |  |  |  |  |  |  |  |  |  |  |  |
| | 13. María Beauchamp                       |  |  |  |  |  |  |  |  |  |  |  |  |  |  |  |
| |                                           |  |  |  |  |  |  |  |  |  |  |  |  |  |  |  |
| |                                           |  |  |  |  |  |  |  |  |  |  |  |  |  |  |  |
| | 3. Margarita Beauchamp de Bletso          |  |  |  |  |  |  |  |  |  |  |  |  |  |  |  |
| |                                           |  |  |  |  |  |  |  |  |  |  |  |  |  |  |  |
| |                                           |  |  |  |  |  |  |  |  |  |  |  |  |  |  |  |
| | 14. Sir John Stourton                     |  |  |  |  |  |  |  |  |  |  |  |  |  |  |  |
| |                                           |  |  |  |  |  |  |  |  |  |  |  |  |  |  |  |
| |                                           |  |  |  |  |  |  |  |  |  |  |  |  |  |  |  |
| | 7. Edith Stourton                         |  |  |  |  |  |  |  |  |  |  |  |  |  |  |  |
| |                                           |  |  |  |  |  |  |  |  |  |  |  |  |  |  |  |
| |                                           |  |  |  |  |  |  |  |  |  |  |  |  |  |  |  |
| | 15. Jane Basset                           |  |  |  |  |  |  |  |  |  |  |  |  |  |  |  |
| |                                           |  |  |  |  |  |  |  |  |  |  |  |  |  |  |  |
| |                                           |  |  |  |  |  |  |  |  |  |  |  |  |  |  |  |

## En la ficción

### Series de televisión
| - |

| Jamie Payne |